# 袁曉峰
袁曉峰（1955年6月22日—），中華民國台北市人，祖籍貴州省習水縣。現任國立成功大學航空太空工程學系暨民航所副教授、中華民國民航學會及航空太空學會理事。曾規劃創設國立成功大學民航研究所，為民航領域專家。在2015年復興航空235號班機空難發生後，曾多次接受媒體訪問發表意見。

## 學歷
- 私立中原大學化學工程系學士
- 美國田納西理工大學化學工程學系碩士
- 美國賓州州立大學燃料科學研究所博士

## 專長
燃燒領域,液態火箭推進

## 經歷
- 擔任中華民國民航學會理事
- 擔任中華民國航太學會理事
- 規劃創設國立成功大學民航研究所
- 任職國立成功大學航空太空工程學系副教授(1989/09-)
- Pennsylvania State University 燃料科學系 研究助理 (1985/06-1989/07)
- Louisiana State University 化工系 研究助理 (1984/01-1985/05)
- Temple University Hospital (U.S.A.) 放射治療部 Assistant Physicist (1983/02-1983/12)
- Tennessee Technological University (U.S.A.) 化工系 研究助理 (1980/11-1982/12)

## 開設課程
熱力學、航空發動機、燃燒工程、燃燒雷射診測、物理氣體動力學、統計熱力學、民航概論、空氣汙染與防治、噴射推進

## 外部連結
- 國立成功大學航空太空工程學系系所簡介袁曉峰教授個人網頁